# Aeroporto Internacional de Gimhae
O Aeroporto Internacional de Gimhae (IATA: PUS, ICAO: RKPK) (Hangul: 김해 국제 공항, hanja: 金海國際空港, antigamente: Aeroporto Internacional de Kimhae) é um aeroporto sul-coreano localizado na cidade metropolitana de Busan.

## Incidentes e acidentes
- Em 31 de janeiro de 2001, um McDonnell Douglas DC-10-40, operando como o voo 958 da Japan Airlines estava em rota de Gimhae para o Aeroporto Internacional de Narita, evitou por pouco uma colisão aérea com outro avião da Japan Airlines sobre Yaizu na Baía de Suruga. Todas as 250 pessoas que estavam no DC-10 não ficaram feridas.[3]
- Em 15 de abril de 2002, um Boeing 767-200ER, operando como voo Air China 129 do Aeroporto Internacional de Pequim Capital para Busan, caiu em uma colina enquanto tentava pousar em Gimhae durante o mau tempo, matando 129 das 166 pessoas a bordo.[4]